# Porthos
Porthos es un personaje literario creado por Alexandre Dumas, siendo unos de los personajes principales de las llamadas Novelas de D'Artagnan: Los tres mosqueteros, Veinte años después y El vizconde de Bragelonne (tomos I, II y III), entregas de origen folletinesco que relatan sus aventuras, desde su encuentro con D'Artagnan en París hasta su heroica muerte en Belle-Île-en-Mer.
El personaje tiene su base en la obra Les mémoires de M. d'Artagnan de Gatien de Courtilz de Sandras, la que a su vez se inspiró en la biografía del mosquetero Isaac de Porthau, nacido en 1617 y fallecido en 1712.

## Descripción
En Los tres mosqueteros se describe a Porthos como un hombre de gran estatura y de rostro altanero, que gusta vestir trajes peculiares. Es hablador, ingenuo y vanidoso, no obstante, es muy resuelto y leal, siendo un buen espadachín y belicoso duelista. Sus brazos son tan grandes como los muslos de cualquier otro hombre. La única vez en que se le describe como gordo es en el El vizconde de Bragelonne.

## Biografía
No se sabe mucho de su pasado, salvo su relato en el El vizconde de Bragelonne sobre la muerte de su abuelo y de su padre a causa de dolencias en sus piernas. Miembro de la compañía de mosqueteros del rey Luis XIII junto con Athos y Aramis, y con un criado apodado Mosquetón bajo su servicio, Porthos conoce a D'Artagnan en el palacio del Señor de Treville, cuando el joven descubrió que el tahalí que el mosquetero llevaba no era completamente de oro, lo que enfureció a este, desafiándose ambos a un duelo. No obstante, como padrino de Athos, quien fue el primero en enfrentar al gascón, terminan por unirse con el joven para luchar con los guardias del cardenal Richelieu, que habían llegado para arrestarlos, y los derrotan.
Habiendo hecho amistad con D'Artagnan, junto con este, Athos y Aramis, Porthos se aventura en un viaje a Inglaterra a fin de recuperar los herretes de diamantes que la reina Ana de Austria regaló al duque de Buckingham y que, para evitar un escándalo, necesita lucir en una fiesta con el rey. Porthos es el primero en quedar en el camino, tras verse envuelto en un duelo en una taberna, siendo finalmente herido, lo cual, por su orgullo, trató siempre de disimular.
Tras el regreso de D'Artagnan a Francia y recuperarse de su herida, a nivel personal, Porthos persigue su fortuna cortejando a la señora del viejo, achacoso y rico procurador Coquenard, con la esperanza de casarse con ella apenas quede viuda. La mujer subsidia al mosquetero en varios de sus gastos, incluso en el equipo que Porthos debe llevar para la campaña rumbo a La Rochelle. Allí, junto con sus tres amigos, logra como hazaña almorzar en un fuerte hugonote capturado el día anterior, repeliendo a la vez a los enemigos que los atacaban. Posteriormente ayuda a sus camaradas a perseguir a Milady de Winter, quien había asesinado a Constance Bonacieux, para luego juzgarla y ordenar su ejecución.
Al final de Los tres mosqueteros, Porthos decide, una vez terminado el sitio de La Rochelle, abandonar el servicio y casarse con la señora de Coquenard, que quedó viuda, cuyo cofre tan ambicionado contenía ochocientas mil libras.
En Veinte años después, segunda parte de la trilogía de Dumas; Porthos, el antiguo soldado de fortuna, aparece como un rico señor viudo por haber heredado las propiedades de su exesposa Coquenard, aunque insatisfecho todavía por no tener título de nobleza (una Baronía). Con esa ambición otra vez se ve inmerso junto a D'Artagnan en una lucha, pero esta vez contra sus antiguos amigos Athos y Aramis, que apoyaban la rebelión frondista contra el astuto Cardenal Mazarino. D'Artagnan y Porthos bregan por mantener al Cardenal y por proteger a Luis XIV, que ocupó el trono de su padre a la muerte de éste. A lo largo de la novela, Porthos y D'Artagnan hacen hasta lo imposible por mantenerse favorables a Mazarino, pero al final, se unen a sus antiguos amigos y luchan juntos para obtener un bien común. De hecho, el propio Porthos consigue su ansiada Baronía.
El Barón Porthos era perfecto para realizar tareas operativas, por eso en El Vizconde de Bragelonne ayuda a Aramis en el plan para sustituir a Luis XIV por su hermano gemelo, ignorando de qué se trataba realmente. Sólo al final descubre la verdad y, perseguido como conspirador junto con Aramis, tras una dramática resistencia contra las fuerzas del Rey en Belle Isle, a las cuales causa numerosas bajas, muere heroicamente como un titán. En esta misma novela, en un ejercicio ficticio, se muestra cómo el dramaturgo Molière halla en Porthos su inspiración para el protagonista de la obra El burgués gentilhombre.

## Cine y televisión
El rol de Porthos ha sido interpretado por:
- George Siegmann en Los tres mosqueteros (1921)
- Tiny Sandford en La máscara de hierro (1929)
- Russell Hicks en Los tres mosqueteros (1939)
- Alan Hale en La máscara de hierro (1939)
- Gig Young en Los tres mosqueteros (1948)
- James Blendick en Los tres mosqueteros (1969)
- Frank Finlay en Los tres mosqueteros (1973), Los cuatro mosqueteros (1974) y el El regreso de los mosqueteros (1989)
- Fernando Conde en La loca historia de los tres mosqueteros (1983)
- Oliver Platt en Los tres mosqueteros (1993)
- Gérard Depardieu en El hombre de la máscara de hierro (1998)
- Ray Stevenson en Los tres mosqueteros (2011)
- Howard Charles en la serie The Musketeers (2014-2016)
- Pio Marmaï en Los tres mosqueteros: D'Artagnan y Los tres mosqueteros: Milady (2023)

- Datos: Q936529
- Multimedia: Porthos (Musketeer) / Q936529